# Gornji Zovik (distrikt Brčko)
Gornji Zovik je naseljeno mjesto u sastavu distrikta Brčko, BiH. Selo je udaljeno 18 km od grada Brčko i smješteno je na obroncima planine Majevice. Graniči s naseljenim mjestima Donji Zovik na sjeveru, Velino Selo na istoku, i Štrepci na zapadu. Kroz selo teče rijeka Zovičica.

## Kultura
- Zovička večer

## Šport
- NK Ravne-Zovik

## Stanovništvo
| Gornji Zovik       |                |                |                |
| godina popisa      | 1991.          | 1981.          | 1971.          |
| Hrvati             | 1.454 (92,67%) | 1.693 (95,27%) | 1.528 (98,96%) |
| Srbi               | 9 (0,57%)      | 5 (0,28%)      | 7 (0,45%)      |
| Muslimani          | 0              | 0              | 3 (0,19%)      |
| Jugoslaveni        | 0              | 26 (1,46%)     | 1 (0,06%)      |
| ostali i nepoznato | 106 (6,75%)    | 53 (2,98%)     | 5 (0,32%)      |
| ukupno             | 1.569          | 1.777          | 1.544          |